# Favila (duque)

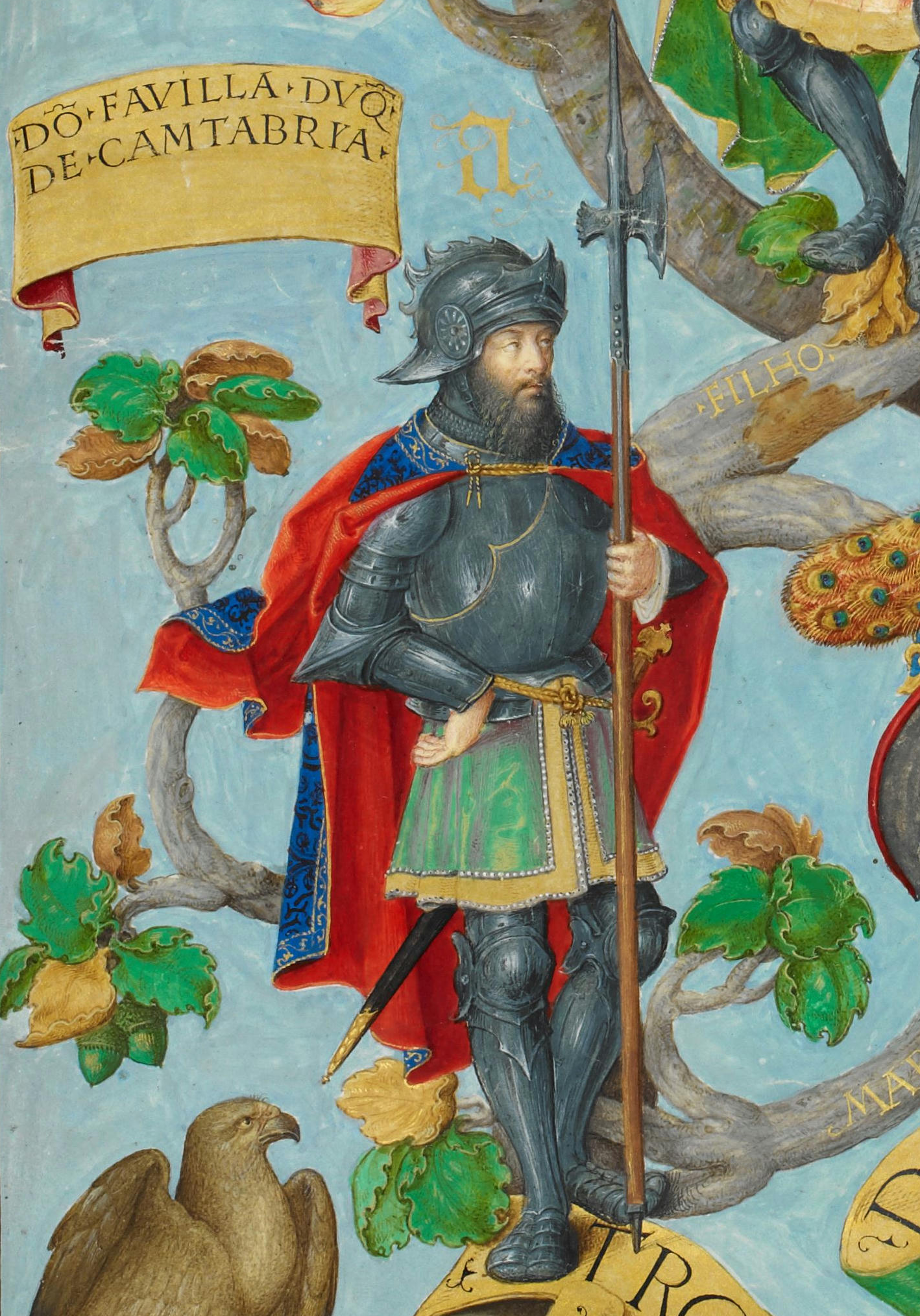
Favila, Duque de Cantabria, Genealogia dos reis de Portugal

Favila, también llamado Fáfila, fue un duque (dux) de Cantabria y padre de don Pelayo que transformó en reino el anterior ducado visigodo.

## Orígenes
El origen godo de su hijo Pelayo es rechazado por el cronista árabe Ibn Jaldún refutando a Ibn Hayyan. Los moros llamaban a Don Pelayo, "Belay al-Rumi": Pelayo el Romano; Pelagius es nombre latino, que significa "marino". Ya para el siglo VIII  la fusión entre los hispanorromanos y visigodos era una realidad y «la raza había dejado de ser un dato relevante», por tanto, es de suponer que «lo más probable es que por sus venas [las de Pelayo] corriera sangre de ambos pueblos». Esta posibilidad se refuerza por los orígenes de los nombres, siendo Favila o Fáfila de origen germánico mientras que Pelayo era un nombre de «vieja raigambre romana» y así es mencionado por el autor árabe del Aljab machmu'a quien lo describe como «romano».
Christian Settipani conjetura —basándose en la onomástica, en la cronología, en elementos biográficos y en el testimonio de las crónicas—, que Favila descendía (por varonía) de Leovigildo y Recaredo I (ex semine Leuvigildi et Reccaredi progenitus) y era hijo del conde visigodo Agila y de su mujer Divigra y, por tanto, tío paterno y primo tío materno de Pedro de Cantabria. Las crónicas declaran que los reyes astures son descendientes de Leovigildo y Recaredo y tratan de crear una continuidad institucional entre ambas realidades políticas. La moderna historiografía coincide en que la causa final de este fenómeno radica en lo que se denominada «neogoticismo» que respondía a una red de intereses políticos y al reforzamiento del prestigio personal de Alfonso III.